# 大贝伦
大贝伦（德語：Großbeeren）是德国勃兰登堡州的一个市镇，隶属于泰尔托-弗莱明县。总面积为51.89平方千米，截至2020年总人口为8535人。